# Diche Enunwa
Diche Enunwa est une scénariste et productrice de films nigérian.

## Carrière
Diche et Temitope Bolade-Akinbode ont lancé Writers Ink Concepts en 2015 et ont depuis co-écrit des scénarios pour des films, notamment Namaste Wahala, un film original de Netflix.
Elles ont été conjointement nominées pour le prix du meilleur scénariste de comédie aux Africa Magic Viewers Choice Awards 2015 pour ... When Love Happens .

## Filmographie
Vous trouverez ci-dessous quelques-uns des films que Diche a écrits ou coécrits.
| Année | Titre                | Rôle          | Notes                                                                                  | Ref    |
| ----- | -------------------- | ------------- | -------------------------------------------------------------------------------------- | ------ |
| 2015  | ...When Love Happens | Co-scénariste | Reçu des nominations aux Africa Magic Viewers Choice Awards 2015 dans trois catégories | ,      |
| 2017  | In Line              | Co-scénariste |                                                                                        |        |
| 2020  | Namaste Wahala       | Co-scénariste | Sorti en tant qu'original mondial de Netflix le 14 février 2021                        | ,      |
| 2020  | Dear Affy            | Co-scénariste |                                                                                        |        |
| 2020  | Mama Drama           | Co-scénariste |                                                                                        |        |
| 2020  | Finding Hubby        | Co-scénariste |                                                                                        |        |
| 2021  | Finding Hubby 2      | Co-scénariste |                                                                                        | [ 6 ]  |
| 2021  | Sanitation Day       | Co-scénariste | Sorti sur Netflix le 21 juillet 2021                                                   | [ 7 ]  |
| 2021  | Fine Wine            | Co-scénariste |                                                                                        | [ 8 ]  |
| 2023  | Offshoot             | Co-scénariste |                                                                                        | [ 9 ]  |
| 2024  | On the Edge          | Co-scénariste | Première diffusion sur Prime Video                                                     | [ 10 ] |
| 2024  | Wedding Night Blues  | Co-scénariste |                                                                                        | [ 11 ] |

## Récompenses
- Eko Star Awards, 2021 [12]